# ジョージ・C・マーシャル (原子力潜水艦)
|           |                          |
| 艦歴      |                          |
| 発注:     | 1963年7月29日            |
| 起工:     | 1964年3月2日             |
| 進水:     | 1965年5月21日            |
| 就役:     | 1966年4月29日            |
| 退役:     | 1992年9月24日            |
| その後:   | 原子力艦再利用プログラム |
| 除籍:     | 1992年9月24日            |
| 性能諸元  |                          |
| 排水量:   |                          |
| 全長:     | 129.54 m (425 ft)        |
| 全幅:     |                          |
| 吃水:     |                          |
| 機関:     | S5W型原子炉              |
| 最大速:   |                          |
| 兵員:     |                          |
| 兵装:     | ミサイル発射管16門       |
| モットー: | Patience not Weakness    |

ジョージ・C・マーシャル(USS George C. Marshall, SSBN-654)は、アメリカ海軍の原子力潜水艦。ベンジャミン・フランクリン級原子力潜水艦の7番艦。艦名はジョージ・C・マーシャル国務長官に因む。

## 艦歴
ジョージ・C・マーシャルの建造は1963年7月29日にバージニア州ニューポート・ニューズのニューポート・ニューズ造船所に発注され、1964年3月2日に起工した。1965年5月21日にジョージ・C・マーシャル夫人によって進水し、1966年4月29日にブルー班艦長ワーラン・リッチ・コビーン中佐およびゴールド班艦長ウィラード・エドワード・ジョンソン中佐の指揮下就役した。
ジョージ・C・マーシャルは78回の戦略抑止哨戒を行い、スコットランドのホーリー・ロッホを拠点とした最後の部隊の1艦であった。ジョージ・C・マーシャルの最後の潜水は、1992年に退役のためワシントン州ブレマートンに向かう途中、サンディエゴ沖で行われた。最後の艦長はウェイン・ピーターソン大佐とチェット・ヘルムズ中佐であった。
ジョージ・C・マーシャルは1992年9月24日に退役、同日除籍された。その後ブレマートンで原子力艦再利用プログラムに従って解体され、作業は1994年2月28日に完了した。